# Cedric Zesiger
Cedric Zesiger (sinh ngày 24 tháng 6 năm 1998) là một cầu thủ bóng đá người Thụy Sĩ thi đấu cho Grasshopper Club Zürich.